# Serial Attached SCSI
Serial Attached SCSI (SAS) – interfejs komunikacyjny, będący następcą SCSI, używany do podłączania napędów (głównie dysków twardych). Stosowany przede wszystkim w serwerach.
SAS jest częściowo kompatybilny z SATA – dyski SATA prawidłowo współpracują z kontrolerami SAS.

## Szczegóły techniczne
Standard SAS opisuje następujące warstwy modelu OSI (w kolejności od najwyższej):
- Warstwa aplikacji
- Warstwa transportowa
- Warstwa łącza danych
- Warstwa fizyczna

Standard SAS zawiera następujące protokoły:
- Serial SCSI Protocol (SSP) – do obsługi napędów SAS.
- Serial ATA Tunneling Protocol (STP) – do obsługi dysków SATA.
- Serial Management Protocol (SMP) – do zarządzania ekspanderami SAS

W warstwie fizycznej SAS określa rodzaj złączy i poziomy napięcia. Choć nie są one identyczne, charakterystyka fizyczna okablowania SAS i SATA są tak do siebie zbliżone, że prawdopodobnie żadna z technologii nigdy nie będzie wyraźnie szybsza od drugiej.

## Historia
- SAS-1: 3.0 Gbit/s, opublikowany w 2004, dostępny komercyjnie od 2005[1]
- SAS-2: 6.0 Gbit/s, dostępny komercyjnie od lutego 2009
- SAS-3: 12.0 Gbit/s, dostępny komercyjnie od marca 2013
- SAS-4: SAS 24G – 22.5 Gbit/s, prawdopodobny czas wejścia na rynek 2020[1]

## Złącza
Złącza SAS są znacznie mniejsze niż SCSI, dzięki czemu umożliwiają podłączanie także małych napędów.
| Zdjęcie | Formalna nazwa | Nazwa potoczna                       | wew/zewn   | Liczba pinów | Liczba urządzeń | Uwagi |
| ------- | -------------- | ------------------------------------ | ---------- | ------------ | --------------- | --- |
|         | SFF 8086       | Wewnętrzny mini-SAS, wewnętrzny mSAS | Wewnętrzny | 26           | 4               | Mniej popularny (w stosunku do SFF 8087) wewnętrzny port kontrolerów RAID. Brak obsługi sideband. |
|         | SFF 8087       | Wewnętrzny mini-SAS                  | Wewnętrzny | 36           | 4               | Wewnętrzny port kontrolerów RAID, pozwalający na podłączanie dysków twardych bądź tzw. macierzy dyskowych |
|         | SFF 8088       | Zewnętrzny mini-SAS                  | Zewnętrzny | 26           | 4               | Stosuje się do połączenia napędów i bibliotek taśmowych, zewnętrznych macierzy dyskowych |
|         | SFF 8470       | Infiniband                           | Zewnętrzne | 32           | 4               | Sporadycznie używane także jako złącze wewnętrzne. Najczęściej do podłączania napędów taśmowych |
|         | SFF 8482       | Złącze SAS                           | Wewnętrzne | 29           | 1               | Złącze kompatybilne z SATA. Umożliwia podłączanie napędów SATA do płyt głównych ze złączem SAS, dzięki czemu np. nie trzeba instalować w serwerach dodatkowych kontrolerów SATA do podłączania np. napędów DVD. Należy zaznaczyć, że napędy SAS nie mogą być używane z magistralą SATA. Na fotografii widoczne jest złącze od strony dysku. |
|         | SFF 8484       |                                      | Wewnętrzne | 32 (19)      | 4 (2)           | Standard SFF definiuje wersje z 2 i 4 taśmami. |
|         | SFF 8485       |                                      |            |              |                 | Używany zazwyczaj do podłączania kontrolek LED. |
|         | SFF 8643       |                                      | Wewnętrzny | 36           | 4/8             | Mini-SAS HD (opublikowany razem z SAS 12 Gbit/s) |
|         | SFF 8644       |                                      | Zewnętrzny |              | 4/8             | Mini-SAS HD (opublikowany razem z SAS 12 Gbit/s) |
|         | SFF 8680       |                                      | Wewnętrzny |              | 1               | Kompatybilne wstecz rozszerzenie złącza SFF 8482 (opublikowany razem z SAS 12 Gbit/s) |